# Cinturón rojo (Comunidad de Madrid)
La expresión cinturón rojo se utiliza para designar en la Comunidad de Madrid, desde la vuelta a la democracia en las últimas décadas del siglo XX, al conjunto de las ciudades situadas en la zona sur del área metropolitana de la ciudad de Madrid, caracterizadas por su alta población de trabajadores o clase obrera y por su larga trayectoria de alcaldías del Partido Socialista Obrero Español u otros partidos y coaliciones de izquierda como el Partido Comunista de España o Izquierda Unida, representando a un total del 21% de la población residente en la Comunidad de Madrid. La expresión también se utiliza en otras partes del mundo para señalar tendencias políticas similares en otras grandes metrópolis de distintos países.
A partir de la década de 2010, se empezó a hablar en este país también de «cinturón morado» en referencia al surgimiento, con notable implantación en el cinturón rojo, del nuevo partido Podemos, cuyo color es el morado en lugar del tradicional rojo de los partidos de izquierdas.

## Municipios del «cinturón rojo»
| Municipio               | Municipio | Población (2019) | Alcalde/Alcaldesa      | Inicio del mandato | Partido (2023-2027) | Partido (2023-2027) | Partidos en el poder desde 1979                                                                  |
| Alcorcón                |           | 170 514          | Candelaria Testa       | 2023               |                     | PSOE                | 1979-1999; 2003-2011; 2019-actualidad                                                            |
| Aranjuez                |           |                  |                        |                    |                     |                     | Organización Revolucionaria de Trabajadores (ORT) 1979-1983 PSOE 1983-1995; 2003-2011; 2015-2019 |
| Arganda del Rey         |           | 55 389           | Alberto Escribano      | 2023               |                     | PP                  | 1979-1999 1999-2003; 2015-2023                                                                   |
| Ciempozuelos            |           |                  |                        |                    |                     |                     | PCE 1979-1987 Izquierda Unida 1987-1991; 2015-2019 PSOE 1991-1995; 2003-2007; 2019-actualidad    |
| Coslada                 |           | 81 661           | Ángel Viveros          | 2015               |                     | PSOE                | 1979-1999 1999-2003; 2007-2011; 2015-actualidad                                                  |
| Fuenlabrada             |           | 193 700          | Javier Ayala           | 2018               |                     | PSOE                | 1979-actualidad                                                                                  |
| Getafe                  |           | 183 374          | Sara Hernández         | 2015               |                     | PSOE                | 1979-2011; 2015-actualidad                                                                       |
| Leganés                 |           | 189 861          | Miguel Ángel Recuenco  | 2023               |                     | PP                  | 1979-2011; 2015-2023                                                                             |
| Mejorada del Campo      |           | 23 274           | Jorge Capa             | 2015               |                     | PSOE                | 1978-1983 1983-1995 1995-1999 1999-2011; 2015-actualidad                                         |
| Móstoles                |           | 209 184          | Manuel Bautista        | 2023               |                     | PP                  | 1979-2003; 2015-2023                                                                             |
| Parla                   |           | 130 124          | Ramón Jurado           | 2019               |                     | PSOE                | 1979-2015; 2019-actualidad                                                                       |
| Pinto                   |           | 52 526           | Salomón Aguado         | 2023               |                     | PP                  | 1979-1987 1987-1995 1995-2007; 2008-2011 2015-2019 2019-2023                                     |
| Rivas-Vaciamadrid       |           | 88 150           | Aída Castillejo        | 2022               |                     | IU                  | 1987-1991 1991-actualidad                                                                        |
| San Fernando de Henares |           | 41 384           | Francisco Javier Corpa | 2019               |                     | PSOE                | 1979-1991 1991-1995 1995-2015 2015-2019 2019-actualidad                                          |
| San Martín de la Vega   |           | 19 170           | Rafael Martínez        | 2015               |                     | PSOE                | 1979-2007; 2015-actualidad                                                                       |
| Velilla de San Antonio  |           | 12 542           | Antonia Alcázar        | 2015               |                     | PSOE                | 1987-2009; 2015-actualidad                                                                       |